# دیرین‌خرخاکی‌سانان
دیرین‌خرخاکی‌سانان (نام علمی: Palaeonisciformes) نام یک راسته از رده پرتوبالگان است.